# Judo ai Giochi della XXXIII Olimpiade
Le prove di judo ai Giochi della XXXIII Olimpiade si sono svolte tra il 27 luglio ed il 3 agosto 2024 al Grand Palais Éphémère. Il programma ha compreso 15 eventi, di cui sette maschili, sette femminili e uno misto a squadre.

## Qualificazioni
Gli atleti che hanno preso parte agli eventi olimpici erano 372. La Francia, paese ospitante, ha ricevuto 14 pass olimpici, uno per ogni evento individuale. Le qualificazioni si sono svolte a partire dal 24 giugno 2022 fino al 23 giugno 2024. Si sono qualificati i 17 atleti col ranking più alto, col limite di un atleta per ogni comitato olimpico. Nel caso in cui tra i primi 17 vi erano due o più atleti appartenenti allo stesso comitato olimpico, è stato il comitato olimpico a decidere a chi attribuire il pass olimpico.
Sono stati assegnati inoltre alcuni pass continentali (al maschile 13 pass per l'Europa, 12 per l'Africa, 10 per Asia e America e cinque per l'Oceania; al femminile 12 per Europa e Africa, 11 per l'America, 10 per l'Asia e 5 per l'Oceania).

## Calendario
| Uomini | 60 kg | 66 kg | 73 kg | 81 kg | 90 kg | 100 kg | +100 kg |         | 7  |
| Donne  | 48 kg | 52 kg | 57 kg | 63 kg | 70 kg | 78 kg  | +78 kg  |         | 7  |
| Misto  |       |       |       |       |       |        |         | squadra | 1  |
| Totale | 2     | 2     | 2     | 2     | 2     | 2      | 2       | 1       | 15 |

|  | Finali |

## Podi

### Uomini
| Evento                                        | Oro              | Argento            | Bronzo                                       |
| fino a 60 kg (pesi super-leggeri) (dettagli)  | Yeldos Smetov    | Luka Mkheidze      | Ryuju Nagayama Francisco Garrigós            |
| fino a 66 kg (pesi mezzo-leggeri) (dettagli)  | Hifumi Abe       | Willian Lima       | Ğūsman Qyrğyzbaev Denis Vieru                |
| fino a 73 kg (pesi leggeri) (dettagli)        | Hidayet Heydarov | Joan-Benjamin Gaba | Adil Osmanov Soichi Hashimoto                |
| fino a 81 kg (pesi medio-leggeri) (dettagli)  | Takanori Nagase  | Tato Grigalashvili | Lee Joon-hwan Somon Makhmadbekov             |
| fino a 90 kg (pesi medi) (dettagli)           | Lasha Bekauri    | Sanshiro Murao     | Maxime-Gaël Ngayap Hambou Theodoros Tselidis |
| fino a 100 kg (pesi medio-massimi) (dettagli) | Zelym Kotsoiev   | Ilia Sulamanidze   | Peter Paltchik Muzaffarbek Turoboyev         |
| oltre 100 kg (pesi massimi) (dettagli)        | Teddy Riner      | Kim Min-jong       | Temur Rakhimov Alisher Yusupov               |

### Donne
| Evento                                       | Oro                | Argento                 | Bronzo                               |
| fino a 48 kg (pesi super-leggeri) (dettagli) | Natsumi Tsunoda    | Bavuudorjiin Baasankhüü | Shirine Boukli Tara Babulfath        |
| fino a 52 kg (pesi mezzo-leggeri) (dettagli) | Diyora Keldiyorova | Distria Krasniqi        | Larissa Pimenta Amandine Buchard     |
| fino a 57 kg (pesi leggeri) (dettagli)       | Christa Deguchi    | Huh Mi-mi               | Haruka Funakubo Sarah-Léonie Cysique |
| fino a 63 kg (pesi medio-leggeri) (dettagli) | Andreja Leški      | Prisca Awiti Alcaraz    | Clarisse Agbegnenou Laura Fazliu     |
| fino a 70 kg (pesi medi) (dettagli)          | Barbara Matić      | Miriam Butkereit        | Gabriella Willems Michaela Polleres  |
| fino a 78 kg (pesi medio-massimi) (dettagli) | Alice Bellandi     | Inbar Lanir             | Ma Zhenzhao Patrícia Sampaio         |
| oltre 78 kg (pesi massimi) (dettagli)        | Beatriz Souza      | Raz Hershko             | Kim Ha-yun Romane Dicko              |

### Misto
| Evento             | Oro | Argento | Bronzo |
| Squadre (dettagli) | Francia Shirine Boukli Joan-Benjamin Gaba Amandine Buchard Walide Khyar Sarah-Léonie Cysique Luka Mkheidze Clarisse Agbegnenou Alpha Oumar Djalo Marie-Ève Gahié Maxime-Gaël Ngayap Hambou Romane Dicko Aurelien Diesse Madeleine Malonga Teddy Riner | Giappone Uta Abe Hifumi Abe Haruka Funakubo Soichi Hashimoto Natsumi Tsunoda Ryuju Nagayama Saki Niizoe Sanshiro Murao Miku Takaichi Takanori Nagase Aaron Wolf Rika Takayama Akira Sone Tatsuru Saito | Brasile Daniel Cargnin Leonardo Gonçalves Willian Lima Rafael Macedo Guilherme Schimidt Rafael Silva Larissa Pimenta Ketleyn Quadros Rafaela Silva Beatriz Souza Corea del Sud Lee Hye-kyeong Kim Won-jin Jung Ye-rin An Ba-ul Huh Mi-mi Kim Ji-su Lee Joon-hwan Han Ju-yeop Yoon Hyun-ji Kim Ha-yun Kim Min-jong |

## Medagliere
| Pos.   | Paese         | Oro | Argento | Bronzo | Totale |
| ------ | ------------- | --- | ------- | ------ | ------ |
| 1      | Giappone      | 3   | 2       | 3      | 8      |
| 2      | Francia       | 2   | 2       | 6      | 10     |
| 3      | Azerbaigian   | 2   | 0       | 0      | 2      |
| 4      | Georgia       | 1   | 2       | 0      | 3      |
| 5      | Brasile       | 1   | 1       | 2      | 4      |
| 6      | Uzbekistan    | 1   | 0       | 2      | 3      |
| 7      | Kazakistan    | 1   | 0       | 1      | 2      |
| 8      | Canada        | 1   | 0       | 0      | 1      |
| 8      | Croazia       | 1   | 0       | 0      | 1      |
| 8      | Italia        | 1   | 0       | 0      | 1      |
| 8      | Slovenia      | 1   | 0       | 0      | 1      |
| 12     | Corea del Sud | 0   | 2       | 3      | 5      |
| 13     | Israele       | 0   | 2       | 1      | 3      |
| 14     | Kosovo        | 0   | 1       | 1      | 2      |
| 15     | Mongolia      | 0   | 1       | 0      | 1      |
| 15     | Germania      | 0   | 1       | 0      | 1      |
| 15     | Messico       | 0   | 1       | 0      | 1      |
| 18     | Moldavia      | 0   | 0       | 2      | 2      |
| 18     | Tagikistan    | 0   | 0       | 2      | 2      |
| 20     | Spagna        | 0   | 0       | 1      | 1      |
| 20     | Svezia        | 0   | 0       | 1      | 1      |
| 20     | Austria       | 0   | 0       | 1      | 1      |
| 20     | Belgio        | 0   | 0       | 1      | 1      |
| 20     | Cina          | 0   | 0       | 1      | 1      |
| 20     | Grecia        | 0   | 0       | 1      | 1      |
| 20     | Portogallo    | 0   | 0       | 1      | 1      |
| Totale | Totale        | 15  | 15      | 30     | 60     |